# Хрвати у Србији
Хрвати у Србији су етничка група у Србији. Према попису из 2022. било је 39.107 становника, односно 0,59% популације Србије.
Већину Хрвата у Србији чине Хрвати у Војводини који су углавном похрваћени крајем 19. и почетком 20. века а раније су се изјашњавали као Буњевци и Шокци које су декретом нове комунистичке власти 1945. прогласиле Хрватима као и Албанци католичке вероисповести који су под притиском католичког клера и одвојености од матице почели да се изјашњавају као Хрвати. Хрватски језик је један од шест званичних језика у Војводини.
На територији Косова и Метохије такође постоји хрватска мањина — Јањевци.

## Порекло и насељеност
Према попису из 2002. године на територији АП Војводине 56.546 становника се изјаснило да су Хрвати или 2,78% од укупног броја становника у покрајини.
Око две трећине данашњих Хрвата у Војводини су буњевачког или шокачког порекла. Највећи број Хрвата буњевачког порекла живи у селима у околини Суботице: Биково, Горњи Таванкут, Доњи Таванкут, Ђурђин, Мала Босна и Стари Жедник. Хрвати шокачког порекла углавном живе у: Сонти, Апатину, Бачком Брегу и Бачком Моноштору.
Према подацима из 1851, на територији Војводства Србије и Тамишког Баната живело је 62.936 Буњеваца и Шокаца и 2.860 Хрвата.
Хрвати у сремским селима Хртковцима и Никинцима, у општини Рума, пореклом су католички Албанци (Клименти) који су се населили 1737. заједно са Србима током Сеоба. Временом су говорили само српским језиком а почетком 20. века после Првог хрватског католичког конгреса под притиском католичког свештенства почињу да се изјашњавају као Хрвати.
Након ослобођења 14. маја 1945. године нове власти су уредбом наредиле да се припадници буњевачке и шокачке етничке групе бришу из евиденције народности Војводине и категоризују као Хрвати (факсимил декрета о брисању Буњеваца и Шокаца из номенклатуре народности Војводине).
У Бачкој постоје Хрвати које су власти доселиле за време колонизације Војводине, а широм Војводине постоје и Хрвати који су дошли у Војводину унутрашњим миграцијама (послом, брачно) за време Аустроугарске и обе Југославија. Организованом колонизацијом 1945-1948. је од Хрвата највише досељено далматинских Хрвата, с подручја Метковића, Сиња, Врлике, Дрниша, Бенковца Сплита, Шибеника, Трогира, Задра, из залеђа Далмације и острва. По проценама их је укупно било око 4000. Марио Бара: Преглед историји Хрвата у Војводини, Приступљено 10. 3. 2011. Досељено је и из осталих делова Хрватске, углавном Горског Котара, те Хрвата из Босне и Херцеговине. Далматински Хрвати су углавном насељени у Станишић и Риђицу, у мањем броју у Сивац, Гудурицу и веће војвођанске градове. Хрвати из Босне, Горског Котара и Херцеговине су насељени у Бешку, Светозар Милетић и Петроварадин.

## Историја
Дана 6. новембра 1944. на народном извору у Суботици и Сомбору генерал Божидар Масларић је говорио на партијским састанцима КПЈ о "хрватству Буњеваца“. Исто је учинио и генерал Иван Рукавина у Таванкуту 25. децембра 1944. Први корак нових власти је био да се избрише национални идентитет и име Буњеваца и Шокаца и да постану Хрвати. Овоме је свесрдно помагао католички клер.
Јосип Броз Тито је на оснивачком конгресу КП Србије, 8. маја 1945. говорио о Буњевцима када је истакао да су Буњевци Хрвати и да су они заправо творевина српских шовиниста.
Узмимо на пример Војводину. Ми градимо јединство и братство, али српски шовинисти у Војводини неће да признају Хрвату да је Хрват, већ га зову Буњевац— Јосип Броз Тито, 8. мај 1945.
На овај начин нове власти су са највишег врха почеле на силу да асимилују Буњевце.

### Пре и после распада СФРЈ
Хрватски кардинал Фрањо Кухарић је средином 1990. посетио Суботицу, где је предводио прославу Велике Госпе и завршне жетвене свечаности „Дужијанцу“.
Почетком 1991. Демократски савез Хрвата у Војводини је послао влади у Загребу телеграм, у ком јој је изразио подршку у спору са Србима у Хрватској: „У овим критичним временима Демократски савет Хрвата у Војводини, као представник велике већине хрватског народа у Војводини, овим путем изражава свој просвјед против напетости и заоштравања односа у Југославији. Сматрамо да на демократским изборима изабрана власт Републике Хрватске има сва легитимна права да демократски уређује односе у Републици и ми јој у томе пружамо потпуну подршку. Вијести које чујемо узнемиравајуће су и изазивају дубоки страх у народу и оне поред вијести о рату у Заливу чине живот још немирнијим...“. Међутим, они Буњевци који себе нису сматрали Хрватима оспоравали су председнику ДСХВ да говори у њихово име. Тако су неки говорили да ДСХВ од Суботице и околине жели да направи „хрватски Книн у Војводини и Србији, као противтежу правом Книну“. Новинар Петар Игња је држање политичара ДСХВ прокоментарисао као „нож у леђа“ Југославији.
До пописа 1991, Буњевци и Шокци су се урачунавали у Хрвате, док су од 1991. Буњевци постали посебна етничка група а Шокци се броје као „остали“.

## Јањевци
На територији Косова и Метохије, највећи број Хрвата, живи више стотина година у Јањеву и околним селима. Према попису из 1991. број Хрвата на КиМ је био 8.062.
Како су хрватски политичари у СФРЈ од 1980-их подржавало одвајање Аутономне покрајине Косова и Метохије из састава СР Србије и Југославије, и како су и Хрвати и Албанци као главног свог непријатеља видели Србе припадници хрватске мањине су поштеђени приликом протеривања неалбанског становништва са Косова и Метохије у јуну 1999. године после НАТО агресије и данас живе у местима као и пре 1999.
Већином су римокатолици, за које је надлежна Призренско-приштинска бискупија.

## Језик
Пословником Скупштине АП Војводине из 2002. године хрватски језик ушао је у званичну употребу. Тако је требало да постане службени језик у Војводини, али будући да то није потврдила Скупштина Србије, одлука није ступила на снагу
Године 2009. Статутом АП Војводине хрватски језик и писмо уведени су као један од службених језика и писама у органима и организацијама Аутономне Покрајине Војводине. Постоји преводилац за хрватски језик у Служби за преводилачке послове при покрајинском секретаријату за образовање, управу и националне заједнице.

### Хрватски језик у управи и медијима
На целој територији града Суботице од 1993. године хрватски је био службени, али то је значајније заживело тек када је установљена општинска Служба за преводилачке послове на хрватском језику, што је било 2004. године.
Одлуком Скупштине општине Сремска Митровица од краја 2005. године, хрватски језик је званичан у Старој Бингули. Општина Апатин прогласила је 2006. године хрватски језик и писмо службеним у Сонти, док је сомборски статут из 2008. године увео хрватски као службени у Моноштору и Бачком Брегу.
По стању од новембра 2009. године, хрватски језик је службени језик на подручју Суботице, Сомбора, Сремске Митровице, Шида и Апатина. Од јесени 2009. године, хрватски језик с елементима националне културе се учи у основним школама у Плавној и Вајској. У Сремској Митровици се хрватски језик учи у школама такође од јесени 2009. године, али као факултативни предмет. Према договору од 8. децембра 2010. године, у Бачу је у школама започето са спровођењем изучавања хрватског језика и националне културе.
Након што се то дуго најављивало, 1. марта 2010. други програм Радио-телевизија Војводине је започео да емитује редован програм на хрватском језику. Велику улогу у овом догађају је било доношење Статута Војводине који је увео и хрватски језик као службени језик у Војводини. На Трећем програму Радио Новог Сада, намењеном мањинским националним заједницама, РТВ је започео получасовни радијски програм на хрватском језику.

## Пописи становништва
Број Хрвата у Србији према пописима:
- 1948: 169.864 (2,60%)
- 1953: 173.246 (2,48%)
- 1961: 196.409 (2,57%)
- 1971: 184.913 (2,19%)
- 1981: 149.368 (1,60%)
- 1991: 105.406 (1,08%)
- 2002: 70.602 (0,94%) (без КиМ)
- 2011: 57.900 (0,81%)[17] (без КиМ)
- 2022: 39.107[18] (без КиМ)

## Познате личности
Познате личности које у потпуности имају хрватско порекло или су само по оцу хрватског порекла:
- Маријан Бенеш, боксер.
- Стјепан Бобек, фудбалски репрезентативац, тренер.
- Аљоша Вучковић,[19] глумац.
- Иван Губијан, бацач кладива, освајач прве југословенске медаље на Олимпијским играма 1948.
- Ивана Дулић Марковић, потпредседник Владе Србије, у првој Влади Војислава Коштунице.
- Јозо Лауренчић, филмски глумац и први професор глуме на Факултету драмских уметности.
- Тони Лауренчић, глумац.
- Јосип Леко, председник хрватског Сабора.
- Флоријан Матекало, фудбалер, тренер.
- Фрањо Михалић, атлетичар, југословенски репрезентативац.
- Славољуб Муслин,[20] фудбалер, селектор репрезентације Србије.
- Синиша Павић,[21] сценариста.
- Владимир Петровић Пижон,[20][22] фудбалер, тренер, селектор репрезентације Србије.
- Ратко Рудић, ватерполиста, југословенски репрезентативац и хрватски тренер.
- Иван Ћурковић,[23] фудбалер, председник ФК Партизан, председник ОКС.
- Вања Удовичић, ватерполиста, министар спорта у Првој и Другој Влади Александра Вучића.
- Андрија Хебранг, политичар.
- Антун Шољан, књижевник.
- Александар Шоштар,[24] ватерполиста.
- Фрањо Шоштарић, фудбалер, југословенски репрезентативац.
- Ива Штрљић, глумица.